# Walter Geerts
Walter Geerts (Leopoldstad, Belgisch-Congo, 23 februari 1929 - 4 januari 2011) was een Belgische televisiejournalist bij de openbare omroep VRT (aanvankelijk BRT). Daarnaast was hij een Congo- en later Zaïre-kenner, het land waarover hij verschillende werken publiceerde.

## Mobutu
Geboren in het toenmalige Congo werkte Geerts aanvankelijk voor Radio Belgisch Congo. In 1960 kwam hij in dienst bij de BRT, waar hij de gebeurtenissen in zijn geboorteland verder op de voet bleef volgen. Meteen kwam hij geregeld in contact met de president Joseph Mobutu. Deze begon de journalist Geerts zo goed te kennen dat hij hem in vertrouwen nam, waardoor die beter geïnformeerd was dan wie ook. Zijn ontmoetingen met de dictator beschreef Geerts later in een boek dat uitgegeven werd bij het Davidsfonds.
Bij de toenmalige BRT-radio stond hij mede aan de wieg van het duidingsprogramma Actueel, waar hij in de beginjaren vrijwel alles zelf regelde. Geerts won een tv-oscar ter bekroning van een objectieve journalistieke loopbaan.